# 上海宝山体育中心
上海宝山体育中心又稱宝山体育中心，是位於中華人民共和國上海市宝山区永清路的一个公共体育场馆。占地面积为70499平方米，总建筑面积为81562平方米。上海宝山体育中心由篮球馆、健身馆、游泳馆、羽毛球馆、乒乓球馆、网球馆、图书馆、电影院、广场（400米跑道、1000米健身步道、8个篮球场、2片5人制足球场）组成。上海宝山体育中心也是上海女籃的主場。

## 歷史
宝山体育中心前身是1990年代建成的上海寶山體育館（寶山體育館）。2009年7月，宝山体育中心改造项目开工。2011年年底重新开始运营。2023年，宝山体育中心室外运动场進行更新改造。